# Bobby Lennox
Robert Lennox, detto Bobby (Saltcoats, 30 agosto 1943) è un ex calciatore scozzese, che ha militato per tutta la carriera nel Celtic.

## Carriera

### Club
Soprannominato Lemon, Lennox ricopriva il ruolo di ala di fascia sinistra. La sua principale caratteristica era l'abilità nel rifinire l'azione fornendo assist agli attaccanti dalla fascia sinistra. Lennox era altresì un goleador prolifico: aveva la media reti di un gol ogni due partite. Con la maglia del Celtic ha totalizzato 273 centri in 589 presenze; è tuttora secondo nella graduatoria marcatori di tutti i tempi dietro a Jimmy McGrory, e primo considerando i calciatori del secondo dopoguerra. In campionato ha siglato 167 reti ed è quinto nella classifica di tutti i tempi. Nei due decenni trascorsi in maglia biancoverde, Lennox ha arricchito il suo palmarès di ben 24 trofei: undici campionati scozzesi, otto coppe nazionali, quattro coppe di lega ed una Coppa dei Campioni. Nel 1967 fu un componente dei Lisbon Lions, squadra che vinse la Coppa dei Campioni 1966-1967 sconfiggendo in finale l'Inter col risultato di 2 a 1. In questa edizione della competizione segnò due gol, entrambi contro il Nantes. Ha disputato la finale di Coppa dei Campioni anche nell'edizione 1969-1970, persa contro il Feyenoord.

### Nazionale
La sua attività in nazionale scozzese ebbe inizio il 16 novembre 1966 all'Hampden Park di Glasgow in una partita - valida per la qualificazione al campionato d'Europa 1968 - vinta per 2 a 1 sull'Irlanda del Nord. In questa partita Lennox ha segnato il gol vittoria, il suo primo sigillo in maglia scozzese. Il 15 aprile 1967 - in un altro match di qualificazione all'Europeo del 1968 - ha siglato una rete in casa dell'Inghilterra, contribuendo alla famosa vittoria scozzese sui rivali inglesi. Il suo terzo e ultimo gol internazionale risale al 16 ottobre 1968 - a Copenaghen - decisivo per la vittoria sulla Danimarca (1-0). La Scozia ha pertanto vinto le tre partite in cui Bobby ha segnato. La sua ultima partita in nazionale è invece datata 22 aprile 1970, pareggio casalingo a reti bianche contro il Galles, in una partita del Torneo Interbritannico. Si ritirò dal calcio giocato nel 1980, all'età di 36 anni.

### Dopo il ritiro
Nel 2002 è stato inserito nella Miglior formazione di sempre del Celtic votata dai tifosi; nel 2005 è stato introdotto nella Hall of Fame del calcio scozzese.

## Palmarès

### Competizioni nazionali
- Campionato scozzese: 11

Celtic: 1965-1966, 1966-1967, 1967-1968, 1968-1969, 1969-1970, 1970-1971, 1971-1972, 1972-1973, 1973-1974, 1976-1977, 1978-1979
- Coppa di Scozia: 9  (record)

Celtic: 1965, 1967, 1969, 1971, 1972, 1974, 1975, 1977, 1980
- Coppe di Lega scozzesi: 6

Celtic: 1966, 1967, 1968, 1969, 1970, 1975

### Competizioni internazionali
- Coppa dei Campioni: 1

Celtic: 1967